# Orizabus endrodianus
Orizabus endrodianus är en skalbaggsart som beskrevs av Moron 1981. Orizabus endrodianus ingår i släktet Orizabus och familjen Dynastidae. Inga underarter finns listade i Catalogue of Life.